# Aedesia (geslacht)
Aedesia is een geslacht uit de composietenfamilie (Asteraceae of Compositae). Het geslacht bestaat uit drie soorten: Aedesia engleriana Mattf., Aedesia glabra (Klatt) O.Hoffm. en Aedesia spectabilis Mattf.